# Tesourinha
Osmar Fortes Barcellos, detto Tesourinha (Porto Alegre, 3 ottobre 1921 – Porto Alegre, 17 giugno 1979), è stato un calciatore brasiliano, di ruolo attaccante. Fu uno dei migliori giocatori della storia dell'Internacional, nonché tra i più forti calciatori brasiliani degli anni 1940. Per diverso tempo fu considerato il primo calciatore di colore ad aver mai vestito la maglia del Grêmio, nel 1952, ma la notizia si rivelò poi essere falsa, dato che già negli anni 1910 Antunes aveva stabilito tale primato. Morì il 17 giugno 1979 a causa di un tumore dello stomaco.

## Caratteristiche tecniche
Tesourinha era un attaccante in grado di ricoprire il ruolo di ala con abilità grazie al suo dribbling, eseguito spesso in uno spazio ridottissimo, tanto che il suo stile di gioco fu, tempo dopo, paragonato a quello di Garrincha. Spesso partiva dalla fascia sinistra del campo per poi accentrarsi e tirare con il piede destro; con l'arrivo di Carlitos, anch'egli ala sinistra, all'Internacional, cambiò fascia e si spostò a destra. Oltre all'affinata capacità tecnica e di dribbling, era dotato di una grande velocità, che gli permetteva di superare facilmente i difensori; possedeva inoltre un tiro potente e preciso, che lo rese uno dei migliori marcatori della storia della società di Porto Alegre.

## Carriera

### Club
Dopo i primi anni di vita passati a giocare nella sua città natale, fece un provino con l'Internacional, che lo integrò nella sua rosa; debuttò in prima squadra nel 1939 contro il Cruzeiro, in una partita terminata 1-1. A causa della sua corporatura esile, ricevette una speciale autorizzazione dalla dirigenza della società per poter bere ogni giorno due litri di latte, in modo da fortificare e irrobustire la propria costituzione. Proprio negli anni 1940, l'Internacional visse uno dei suoi periodi migliori: la squadra, soprannominata Rolo compressor (rullo compressore) per la sua apparente invincibilità, vinse otto titoli statali, di cui sei consecutivi, durante la permanenza di Tesourinha. Formò con Carlitos, Adãozinho e Villalba uno dei migliori attacchi della storia della società, e ottenne anche, nel 1949, il premio di Melhoral dos craques brasileiros, assegnato dai tifosi della varie squadre, con quasi quattro milioni di voti, vincendo così una residenza a Tijuca. Proprio nello stesso anno, venne ceduto al Vasco da Gama per un'ingente cifra, ma si infortunò al ginocchio poco tempo dopo e il suo gioco subì un lieve calo qualitativo. Nel 1952 passò dunque al Grêmio, squadra rivale dell'Internacional, dove fu salutato come uno dei primi calciatori di colore della storia del club (all'epoca, come il primo, seppur, come detto in precedenza, erroneamente) e vi rimase fino al 1955. Nel 1955 ricevette un'offerta dal Nacional-RS per giocare saltuariamente, che accettò; si legò dunque a tale club fino al 1957, anno del suo ritiro. In seguito al termine della sua carriera, furono indette varie partite d'addio. Nel 1968 partecipò all'ultima partita giocata all'Estádio dos Eucaliptos, al termine della quale staccò una rete da una delle due porte, portandola con sé come ricordo.

### Nazionale
Ha giocato ventitré partite con il Brasile, segnando dieci reti e partecipando a tre edizioni del Campeonato Sudamericano de Football: Cile 1945, Argentina 1946 e Brasile 1949, vincendo quest'ultima. In seguito ad uno scontro con Bigode si infortunò al ginocchio, venendo dunque escluso dalle convocazioni per il campionato del mondo 1950. Formò uno dei migliori attacchi di sempre della Nazionale con Zizinho, Jair ed altri.

## Palmarès

### Club

#### Competizioni nazionali
- Campionato Gaúcho: 8

Internacional: 1940, 1941, 1942, 1943, 1944, 1945, 1947, 1948
- Campionato Carioca: 1

Vasco da Gama: 1950

### Nazionale
- Copa Roca: 1

1945
- Coppa Rio Branco: 2

1947, 1950
- Campeonato Sudamericano de Football: 1

Brasile 1949

### Individuale
- Capocannoniere del Campionato Gaúcho: 2

1943, 1945